# Carla Carini
Carla Carini è una casa di moda italiana nata nel 1968 a Moglia, Mantova, posta in liquidazione nel 2009 e fallita nel 2017. Nel 2021 il brand è stato acquisito dalla società CCFashion di proprietà dell'imprenditore mantovano Marco Migliari.

## Storia
Nata sul finire degli anni 60 da Elleno Gasparini, amministratore delegato e titolare assieme alla sorella Carla, prende il nome della contitolare e il cognome di un personaggio di un teleromanzo.
Le prime collezioni nascono negli stabilimenti di Mantova. La loro forza risiedeva nei loro pezzi sartoriali che, nonostante la loro femminilità, avevano un leggero tocco maschile.
Presente in tutte le riviste rivolte alla donna Carla Carini aveva saputo conquistare una posizione autorevole nel campo della moda a partire dagli anni 70. Nel momento di massimo fulgore, la Carla Carini Spa aveva diverse linee di produzione per altrettanti marchi in aggiunta a quello principale. C’erano la Carinissima per la fascia giovanile, Carla Carini le maglie, Rimmel, Onli Carini, Diario di Carla Carini e Oronero. I capi Carla Carini sono stati indossati da Catherine Spaak, Irene Pivetti, Paola Saluzzi e Michela Rocco di Torrepadula.
Nel 2008 avviene la cessione dei marchi e dello stabilimento per tre milioni al gruppo Marcovaldo di Bergamo. Ma, con l’uscita di scena dei due fondatori, inizia una serie di peripezie e di passaggi di proprietà.
Nel 2011 l'azienda è infatti rilevata da Sign Box, una holding di Biella creata da Luciano Donatelli, all'epoca presidente dell'Uib (Unione industriale biellese), insieme ad altri (tra cui la famiglia Abate, la famiglia Falco, i fratelli Piana). Sign Box svolge un ruolo di incubatore anticrisi dopo avere già acquisto altre realtà nel settore, da Annalisa Collezioni a Caing Moore sino a Rebecca Brown.

## 2021
Nel 2021 il brand è stato acquisito dalla società CCFashion di proprietà dell'imprenditore mantovano Marco Migliari.
A partire dalla stagione 2022 è Rocco Adriano Galluccio il nuovo direttore creativo di Carla Carini, già fondatore e designer del brand Alcoolique.